# Dvorianky
Dvorianky (in ungherese Szécsudvar) è un comune della Slovacchia facente parte del distretto di Trebišov, nella regione di Košice.